# 維爾德納姆冰川
78°25′S 162°2′E / 78.417°S 162.033°E
維爾德納姆冰川（英語：Wirdnam Glacier），是南極洲的冰川，位於維多利亞地的斯科特海岸，流經皇家學會嶺西坡，最終注入斯凱爾頓冰川，美國地質調查局根據測量和該國海軍的空中照片繪入地圖，現時由南極條約體系管理。